# Lyell McEwin

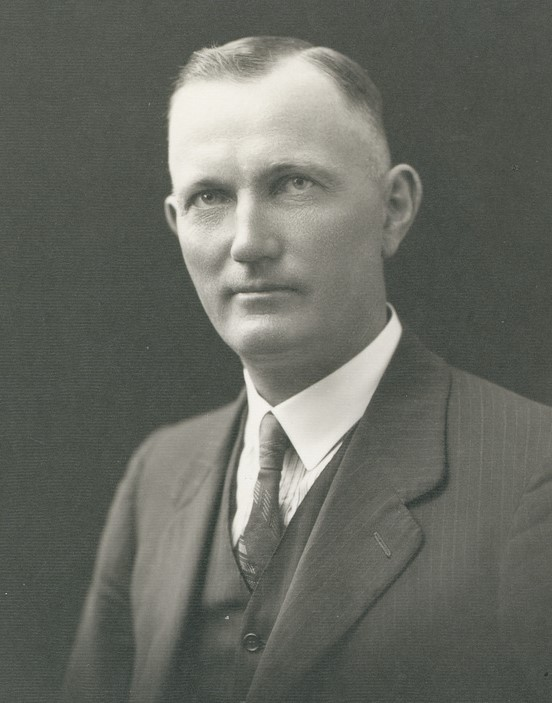
Lyell McEwin (1939)

Hon. Sir Alexander Lyell McEwin, KBE (* 29. Mai 1897 in Blyth, South Australia; † 23. September 1988 in Felixstow, South Australia) war ein australischer Politiker der Liberal and Country League und zuletzt der Liberal Party of Australia, der unter anderem zwischen 1934 und 1975 Mitglied des South Australian Legislative Council, langjähriger Minister sowie von 1967 bis 1975 Präsident des Legislativrates war. Als dienstältestes Mitglied des Parlaments von South Australia führte er zwischen 1970 und 1975 den Ehrentitel „Father of the House“.

## Leben
Alexander Lyell McEwin, Sohn von A. L. Ewin, war als Farmer tätig. Er wurde für die Liberal and Country League nach dem Tode seines Parteifreundes William Morrow am 3. Juli 1934 bei der dadurch notwendigen Nachwahl (By-Election) im Wahlkreis Northern District am 20. Oktober 1934 erstmals zum Mitglied des South Australian Legislative Council gewählt, des Oberhauses des Parlaments von South Australia. Er gehörte diesem mehr als vierzig Jahre lang bis zu seinem Mandatsverzicht am 22. Juli 1975 an, wobei er seit dem 22. Juli 1974 die aus der Liberal and Country League hervorgegangene Liberal Party vertrat.
Am 8. August 1939 wurde McEwin in die Regierung von Premierminister Thomas Playford IV und bekleidete in dieser mehr als 25 Jahre lang bis zum Ende von Playfords Amtszeit am 10. März 1965 in Personalunion die Ämter als Bergbauminister (Minister of Mines), Gesundheitsminister (Minister of Health) sowie als Chefsekretär der Regierung (Chief Secretary). Für seine Verdienste als Minister wurde er am 10. Juni 1954 als Knight Commander des Order of the British Empire (KBE) nobilitiert, wodurch er fortan das Prädikat „Sir“ führte.
Als Nachfolger seines Parteifreundes Les Densley übernahm Lyell McEwin am 8. März 1967 das Amt als Präsident des Legislativrates und bekleidete dieses bis zum 11. Juli 1975, woraufhin sein Parteifreund Frank Potter diesen Posten übernahm. Nach dem Ausscheiden von Tom Stott aus dem South Australian House of Assembly, dem Unterhaus, am 29. Mai 1970, führte er als dienstältestes Mitglied des Parlaments von South Australia den Ehrentitel „Father of the House“, der wiederum nach seinem Ausscheiden aus dem Legislativrat am 22. Juli 1975 vom damals amtierenden Premier Don Dunstan übernommen wurde. Am 13. November 1975 wurde ihm der Höflichkeitstitel The Honourable verliehen.
Aus seiner 1921 geschlossenen Ehe mit Dora Winifred Williams gingen vier Söhne und eine Tochter hervor. Ihm zu Ehren wurde das Lyell McEwin Hospital in Adelaide benannt.

## Hintergrundliteratur
- Parliament of South Australia: Statistical Record of the Legislature 1836–2007 (Memento vom 11. März 2019 im Internet Archive)
- Robert Martin: Responsible Government in South Australia, Band 2, Wakefield Press, 2009, ISBN 978-1-8625-4-8442, S. 83 f. (Onlineversion (Auszug))
- N. Blewett, D. Jaensch: Playford to Dunstan, 1971
- S. Marsden: Business, Charity and Sentiment, 1986
- W. N. Johnson: Blyth, a Silo of Stories 1860–1990, 1991
- B. O’Neil u. a. (Herausgeber): Playford’s South Australia, 1996